# Verteidigungsbezirkskommando 54

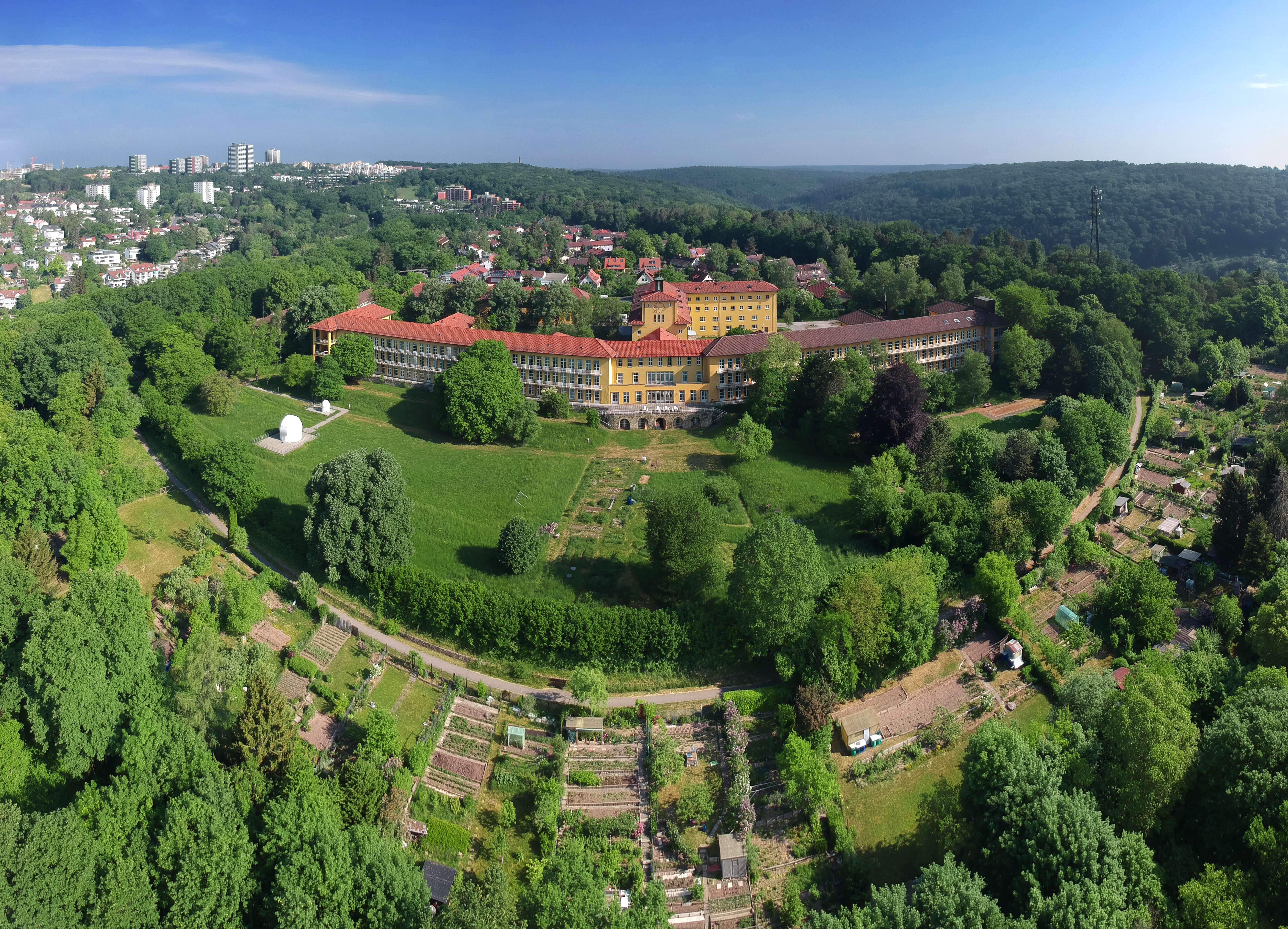
Seit 1982 Sitz des Stabes: die Gebäude auf dem Sand in Tübingen

Das Verteidigungsbezirkskommando 54 war ein Verteidigungsbezirkskommando der Bundeswehr mit Sitz des Stabes in Tübingen. Hauptaufgabe des Kommandos war die Territoriale Verteidigung in seinem Verteidigungsbezirk.

## Geschichte

### Aufstellung
Das Verteidigungsbezirkskommando wurde zur Einnahme der Heeresstruktur II in den 1960er-Jahren als Teil des Territorialheeres ausgeplant und dem Befehlshaber im Wehrbereich V unterstellt. Angelehnt an die zivilen Verwaltungsgliederung entsprach der Verteidigungsbezirk in etwa dem Regierungsbezirk Südwürttemberg-Hohenzollern (später: Regierungsbezirk Tübingen). Entsprechend war der Standort des Stabs Tübingen.

### Auflösung
2001 wurde das Territorialheer aufgelöst. Die Wehrbereichskommandos und Verteidigungsbezirkskommandos wurden der neu aufgestellten Streitkräftebasis unterstellt. Die Wehrbereiche und Verteidigungsbezirke wurden grundlegend neu geordnet und ihre Anzahl reduziert. Das Verteidigungsbezirkskommando 54 wurde außer Dienst gestellt und sein Kommandobereich dem Verteidigungsbezirk 51 eingegliedert.

## Gliederung
Das Verteidigungsbezirkskommando umfasste wie die meisten Truppenteile des Territorialheeres nur wenige aktive Soldaten. Erst im Verteidigungsfall konnte das Verteidigungsbezirkskommando durch die Einberufung von Reservisten und die Mobilmachung eingelagerten und zivilen Materials auf eine Truppenstärke anwachsen, die etwa einer Brigade des Feldheeres entsprach. Die längste Zeit seines Bestehens untergliederte sich das Verteidigungsbezirkskommando abgeleitet von der zivilen Verwaltungsgliederung grob in unterstellte Verteidigungskreiskommandos mit unterstellten Heimatschutzkompanien sowie einem direkt unterstellten Heimatschutzregiment als Kern der infanteristisch geprägten Heimatschutztruppe.

## Verbandsabzeichen

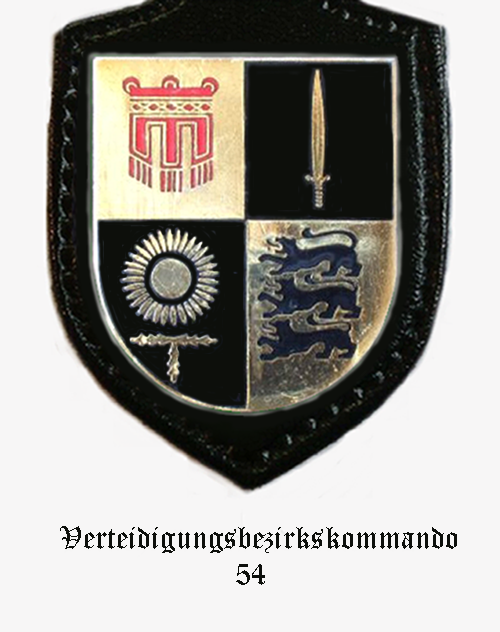
Internes Verbandsabzeichen des Stabes/Stabskompanie

Das Verteidigungsbezirkskommando führte aufgrund seiner Ausplanung als überwiegend nicht aktiver Truppenteil kein eigenes Verbandsabzeichen. Die wenigen aktiven Soldaten trugen daher das Verbandsabzeichen des übergeordneten Wehrbereichskommandos.
Als „Abzeichen“ wurde daher unpräzise manchmal das interne Verbandsabzeichen des Stabes und der Stabskompanie „pars pro toto“ für das gesamte Verteidigungsbezirkskommando genutzt. Ähnlich wie im Stadtwappen Tübingens zeigte als Hinweis auf den Stationierungsraum die Fahne der Pfalzgrafen von Tübingen und ähnlich wie im Landeswappen Baden-Württembergs die schwäbischen Löwen. Ähnlich wie das Stadtwappen Hechingens (ebenfalls Standort unterstellter Dienststellen) entspricht die Schildteilung in silbern-schwarze Viertel dem Stammwappen der Hohenzollern.